# 阪急40形電車

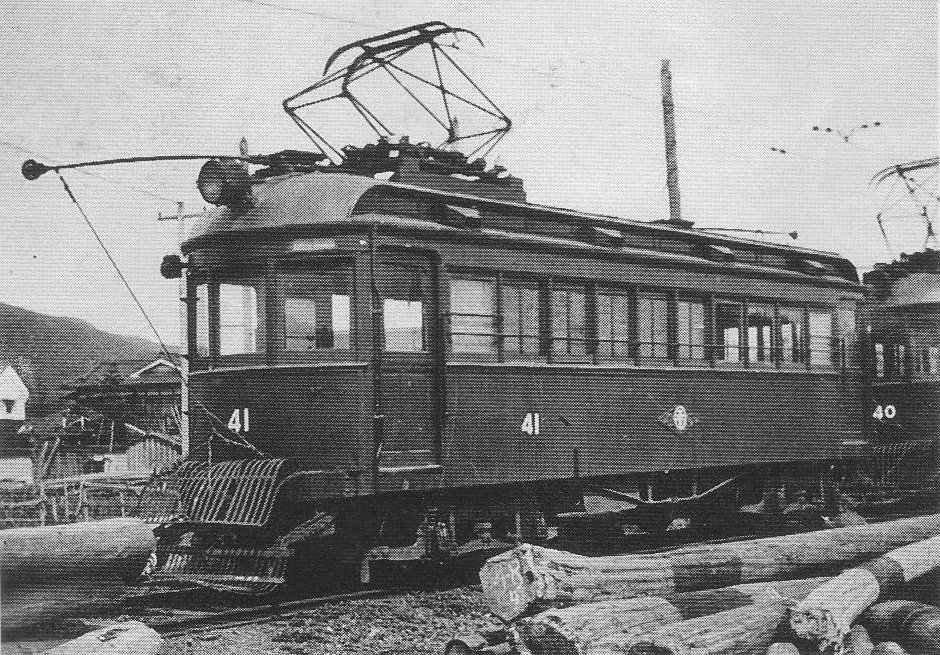
41（1940年ごろ）

阪急40形電車（はんきゅう40がたでんしゃ）は、阪急電鉄の前身である阪神急行電鉄時代の1923年に5両が製造された、小型木造車体の電車である。

## 概要
神戸線開業の翌年である1921年9月2日、西宮北口駅-宝塚駅間で今津線の前身となる西宝線が開業した。開業時は単線の線路を神戸線と同じ51形が往復していたが、沿線の開発がまだ進んでなかったことから乗客数は少なく、先に伊丹線向けに登場していた37形同様の小型ボギー車を投入して51形と置き換えることとなり、本形式が登場した。
1923年10月に、40 - 45（44は欠番）の5両が藤永田造船所において製造された。先に製造された37形とはほぼ共通のスペックを持つ車両であるが、電装品に初めて国産品を使用している。

## 車体
車体は木造で、全長は約11.2mと37形に比べると10cmほど短いが、定員は65名で37形と同じである。側面窓配置も37形と同じD(1)8(1)D（D：客用扉、(1)：戸袋窓）で、前面窓配置も37形同様、緩やかな曲面を描いた平妻の前面に3枚窓を配したデザインである。屋根は明り取り窓のついた二重屋根でガーランド形ベンチレーターを取り付けているが、37形の片側2基から4基に増加している。
座席はロングシートで、室内灯は37形とは異なり、同時期に製造された51形の最終増備車である81 - 86と同じシャンデリア形のものが採用された。運転台との仕切りは37形と同じHポールに似た形状のものを採用している。

## 主要機器
主電動機は東洋電機製造製TDK-9C を2基搭載、制御器も同じ東洋電機製造製である直接制御のTDK-DB1-K4Cを搭載した。
その後の500形・600形製造時には再びゼネラル・エレクトリック社製の輸入品に戻り、国産電装機器の本格使用は1930年製造の900形以降である。その後神宝線用の車両においては伝統的に東京芝浦電気製の電装機器を使用することとなったことから、一部の例外を除いて本形式は新車としては唯一の東洋電機製電装機器を装備した車両である。
台車はJ.G.Brill社製Brill 76-E1を履き、集電装置はパンタグラフ集電が始まっていたことから、パンタグラフとトロリーポールの双方を装備しており、通常はパンタグラフを使用していた。

## 戦前の40形
本形式は当初の目的どおり西宝線に投入されて51形を置き換えた。ところが、1926年に西宮北口駅-今津駅間が開業して路線名も今津線に改名され、車両も木造省電の譲渡車である90形が就役すると、小型で輸送力の劣る本形式は1927年以降甲陽・伊丹両線を中心に運用されるようになった。さらに1930年には、今津線用に1形1 - 6が転入してくると、余剰となった本形式は池田車庫に転出して箕面線で運用されることとなり、37形が入れ替わる形で西宮車庫に転入して甲陽線で運用された。この他、1926年には集電装置をパンタグラフに換装のうえ同時にフェンダーを撤去、1928年には当時在籍の各形式同様、暖房装置を取り付けている。
箕面線転出後の1931年には、42が踏切事故で消防車と衝突して全焼、9月13日付で廃車となった。その他の4両については1932年2月1日付で能勢電気軌道から37形に代わって本形式の借用依頼を受けて、同社の多客期に貸し出すようになった。その際にはパンタグラフに加えてトロリーポールを装備したが、パンタグラフ側のトロリーポールは通常のものに比べると竿が短くなっている。また、能勢電気軌道には併用軌道区間があったことからフェンダーを装着した。
1936年には320形の新製に伴って1形のうち15 - 18・33の5両が箕面線用に転入してきたことから、小型で輸送力が劣るだけでなく、直接制御で連結運転のできない本形式は休車となったが、能勢電気軌道では従来在籍していた単車が老朽化していたこともあり、同年10月から同社へ貸与されることとなった。当初は絹延橋車庫の留置スペースの関係から、池田車庫に留置されていて必要なときに能勢電に入線するという形であったが、1940年ごろからは41・43・45の3両が能勢電気軌道に常駐するようになった。このため、1942年までにはパンタグラフが撤去されている。一方、40は箕面線の予備車として引き続き池田車庫で待機していたことから、パンタグラフは存置されていた。

## 能勢電転出から廃車まで
本形式は戦災を受けることはなく、戦前・戦中同様41・43・45の3両が能勢電気軌道に貸し出され、同社オリジナルの31形とともに主力車両として運用され、無蓋電動貨車まで動員して乗客輸送に当たるほどの慢性的な車両不足状態を乗り切ったほか、40が予備車として池田車庫の片隅で留置されていた。
1948年6月23日に現在の光風台駅付近で103号電動貨車が31形に追突、ブレーキが破損した103が暴走して笹部駅東方で43と正面衝突し、43が大破して車籍上休車となったため（車体はこの際に解体されている）、40が代わりに貸し出されて40形は全車能勢電気軌道常駐となった。乗務員からは、力があってなおかつ速度も速く運転しやすい40形は好評だったという話が残っている。
戦後の混乱期も収束して復興へと向かうようになると、能勢電気軌道においても車両の近代化を進めることとなった。その第1陣として1953年8月に元阪急37形を購入した70形の鋼体化改造を実施、1954年までに全車が50形に改造された。引き続いて40と41の電装機器を流用して鋼体化改造を行う計画が立てられ、阪急ではこの2両を1954年9月22日付で能勢電気軌道に譲渡して機器を提供し、これを用いて50形と同形の車体を持つ60形が製造された。一方、車籍上休車が続いていた43を、鋼体化改造で不要になった41の車体と事故後に車体が解体された後残った（初代）43の台車、阪急内で休車となっていた電動貨車206の電装機器を組み合わせて復活させることになり（実質2代目という事になる）、結果的に43・45の2両が引き続き貸し出されることになった。ただし、43の制御器は206のGE-K9Cを搭載している。
その後も阪急借入車であったことから、阪急の社章を取り付けて能勢電籍の31・37・50・60の各形式とともに能勢電内を走っていた本形式であるが、乗客が増加してゆくのに伴い、50形や60形と比べて収容力が小さいことから、1957年に旧新京阪P-4・P-5を購入した10形が就役すると、廃車となった37形の後を追って次第に予備車扱いとなって使用される機会が減り、1961年以降は10形の増備車として新たにP-4・P-5を借り入れた20形の就役によって完全に予備車となった。同年秋に50形が搭載するGE-203Pモーターが故障したことから、本形式の電装機器・台車と交換することとなり、1961年10月に45が、1962年2月に43が運用離脱して機器の換装が行われた。その後は営業運転に復帰することなく同年9月29日付で阪急に返却され、同日廃車となった。
廃車後、12月10日に43・45とも池田駅前駅からトレーラーで搬出されて43は池田車庫、45は西宮車庫・工場の倉庫代用として使用されていたが、のち解体されている。